# Pharsalia antennata
Pharsalia antennata là một loài bọ cánh cứng trong họ Cerambycidae.